# Liste der Monuments historiques in Voigny
Die Liste der Monuments historiques in Voigny führt die Monuments historiques in der französischen Gemeinde Voigny auf.

## Liste der Objekte
| Bezeichnung                                 | Beschreibung                                                                                      | Standort                     | Kennzeichnung | Schutzstatus | Datum | Bild |
| ------------------------------------------- | ------------------------------------------------------------------------------------------------- | ---------------------------- | ------------- | ------------ | ----- | ---- |
| Taufbecken                                  | Kalkstein, Ende des 15. Jahrhunderts                                                              | in der Kirche St-Afre (Lage) | PM10002978    | Classé       | 1913  |      |
| Skulptur Paulus                             | Aufsatz eines Prozessionsstabs; Holz, farbig gefasst und vergoldet, 18. Jahrhundert               | in der Kirche St-Afre (Lage) | PM10002982    | Classé       | 1983  |      |
| Skulptur einer Heiligen mit Buch und Traube | Holz, farbig gefasst, 16. Jahrhundert                                                             | in der Kirche St-Afre (Lage) | PM10004629    | Inscrit      | 1983  |      |
| Kruzifix                                    | Holz, farbig gefasst, 15. Jahrhundert                                                             | in der Kirche St-Afre (Lage) | PM10004630    | Inscrit      | 1984  |      |
| Skulptur Madonna mit Kind                   | Holz, farbig gefasst und vergoldet, 18. Jahrhundert                                               | in der Kirche St-Afre (Lage) | PM10004625    | Inscrit      | 1983  |      |
| Skulptur einer Heiligen (1)                 | Holz, farbig gefasst, 17. Jahrhundert                                                             | in der Kirche St-Afre (Lage) | PM10004626    | Inscrit      | 1983  |      |
| Skulptur einer Heiligen (2)                 | Holz, farbig gefasst und vergoldet, 18. Jahrhundert                                               | in der Kirche St-Afre (Lage) | PM10004627    | Inscrit      | 1983  |      |
| Skulptur einer Heiligen (3)                 | Holz, farbig gefasst und vergoldet, 16. Jahrhundert                                               | in der Kirche St-Afre (Lage) | PM10004628    | Inscrit      | 1983  |      |
| Kirchenfenster                              | aus dem 16. Jahrhundert; Verbleib unbekannt                                                       | in der Kirche St-Afre (Lage) | PM10002979    | Classé       | 1913  |      |
| Skulptur Johannes Evangelist                | Holz, farbig gefasst, 15. Jahrhundert                                                             | in der Kirche St-Afre (Lage) | PM10002981    | Classé       | 1983  |      |
| Hauptaltar                                  | Altartisch, Tabernakel und Expositionsnische; Holz, farbig gefasst und vergoldet, 18. Jahrhundert | in der Kirche St-Afre (Lage) | PM10002980    | Classé       | 1983  |      |